# Kristopher Turner
Kristopher Turner (ur. 27 września 1980 roku w Winnipeg w prowincji Manitoba) – kanadyjski aktor, najbardziej znany z seriali Gwiazda od zaraz (jako Jamie Andrews) i Mroczna przepowiednia (jako Omen).

## Życiorys
Studiował aktorstwo na Uniwersytecie w Winnipeg, gdzie występował w rozmaitych produkcjach. Będąc jeszcze na studiach, jego kariera osiągała rezultaty w poszczególnych rolach telewizyjnych w takich seriach jak 2030CE i Renegadepress.com. Pojawił się też w serialu Everybody’s Doing It (na kanale MTV), a także w filmie Przymierze III: Demony. Po ukończeniu wyższych studiów, Kristopher wyjechał do Toronto, gdzie pojawił się w teatrze Lorraine Kimsa i produkcji Young People’s, za którą został nominowany do nagrody Dora Mavor Moore Award. Wystąpił również w Mrocznej Przepowiedni. Zagrał też w kanadyjskim filmie Tata na Święta (Me and Luke), gdzie grał ojca Luke’a.

## Filmografia
- 2012: A Little Bit Zombie jako Steve
- 2009: Wiosło w dłoń (Without a Paddle) jako Zach
- 2006: Tata na Święta (Me and Luke) jako Matt Blessing
- 2004–2006: Mroczna przepowiednia (Dark Oracle) jako Omen
- 2004: Renegadepress.com jako Zeke (gościnnie)
- 2004–2008: Gwiazda od zaraz (Instant Star) jako Jamie Andrews
- 2003: Endings jako Aidan
- 2002: Przymierze III: Demony (Brotherhood III: Young Demons) jako Lex
- 2002: Rok 2030 (2030 CE) jako Szef (gościnnie)
- 2002: Fancy, Fancy Being Rich jako Topielec
- 2002: Everybody’s Doing It jako Gus